# Somali (Region)
Somali (äthiopische Schrift: ሶማሌ Somale, auch ሱማሌ Sumale; offiziell amharisch የሶማሌ ክልላዊ መንግሥት yä-Somale Kǝllǝlawi Mängǝśt, Somali Dawladda Deegaanka Soomaalida DDS, englisch Somali Regional State SRS; auch Soomaali Galbeed West-Somalia, የሶማሌ ብሔራዊ ክልል yä-Somale Bəherawi Kəlləl oder Somali National Regional State SNRS) ist eine Verwaltungsregion Äthiopiens. Ihre nach offiziellen Angaben etwa 4,4 Mio. Einwohner gehören größtenteils dem Volk der Somali an, das die Titularnation der Region stellt. Somali liegt im Osten des Landes an der Grenze zu Somalia, Dschibuti und Kenia, ihre Hauptstadt ist Jijiga.
Historisch ist das Gebiet auch unter dem Namen Ogaden bekannt. Seit 2007 verschärfte sich in der Region der Konflikt zwischen den Rebellen der ONLF und der äthiopischen Armee.

## Geografie

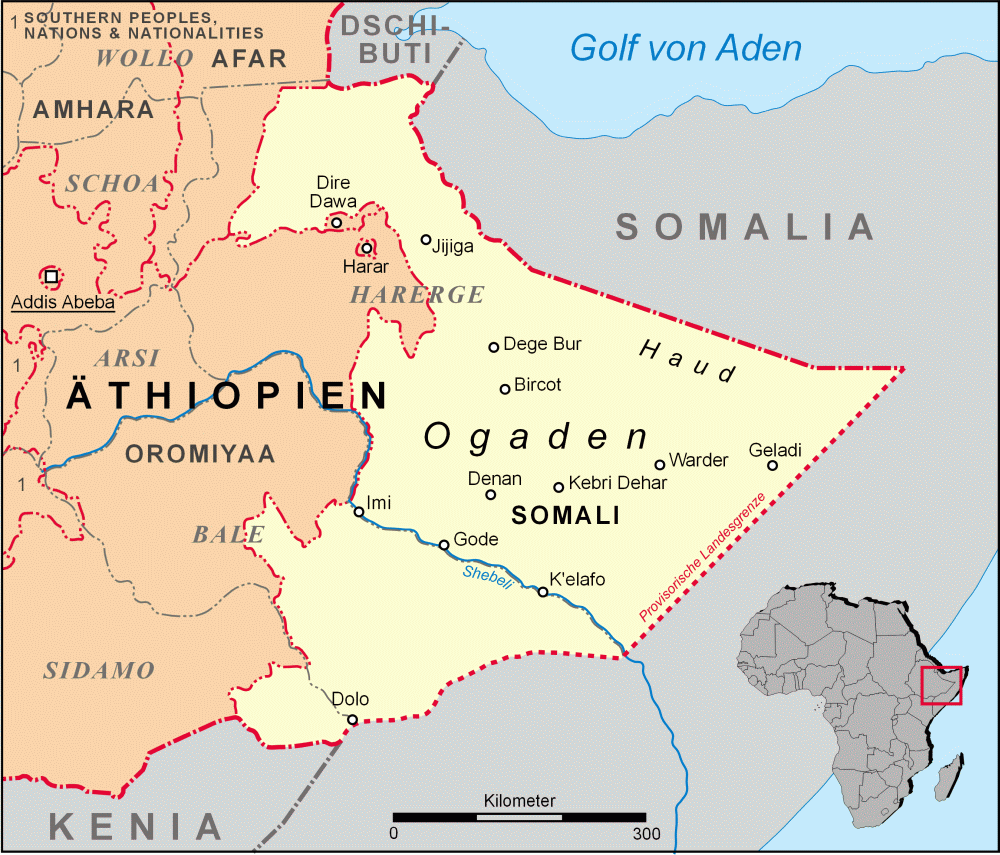
Karte der Somali-Region

Somali grenzt im Norden an Dschibuti, im Osten an Somalia (bzw. im Nordosten Somaliland) und im Süden an Kenia. Im Westen grenzt die Region innerhalb Äthiopiens an die Regionen Oromia und Afar sowie die selbstverwaltende Stadt Dire Dawa. Flächenmäßig ist Somali nach Oromia die zweitgrößte Region.
Die Region ist klimatisch arid bis semi-arid und besteht größtenteils in flachem Weideland, Steppe und Wüste. Der Shabelle (Shebeli) fließt als Fremdlingsfluss aus dem äthiopischen Hochland in südöstlicher Richtung durch Somali und nimmt zahlreiche von Norden aus dem Harar-Plateau kommende Nebenflüsse auf – darunter Erer, Fafen, Galeti und Jerer –, von denen die meisten nicht zu allen Jahreszeiten Wasser führen. Der Süden der Region wird durch die beiden Flüsse Dawa und Ganale entwässert, die sich an der somalischen Grenze zum Jubba vereinigen. Im äußersten Norden, nahe der Grenze zu Dschibuti und Somaliland/Somalia, fließt der Ayisha. Die Regenmenge liegt bei durchschnittlich 500 mm/m2, das Verdunstungspotential bei 3100 mm/m2, sodass ein Niederschlagsdefizit besteht; die Niederschläge schwanken dabei von Jahr zu Jahr stark, und es kommt immer wieder zu Dürre oder aber zu Überschwemmungen.
Administrativ ist Somali in die neun Zonen Afder, Degehabur, Fiq, Gode, Jijiga, Korahe, Liben, Shinile und Warder eingeteilt. Die weiteren Unterteilungen in Woredas und Kebeles sind verschiedentlich – oftmals im Kontext lokaler Machtkämpfe – geändert worden, zudem sind die Grenzgebiete zu den Regionen Oromia und Afar umstritten.
Die Hauptstadt ist Jijiga. Weitere größere Orte sind Awbere, Degahmadow, Degehabur, Derwonaji, Denan, Dolo, Erer Gota, Gerbo, Gode, Filtu, Fiq, Geladi, Kebri Beyah, Kebri Dehar, Kalafo, Mustahil, Shinile und Warder.

## Bevölkerung
Laut Volkszählung von 2007 hat die Region 4.445.219 Einwohner. Von diesen sind 97,2 % (4.320.478) Somali, nächstgrößere Volksgruppen sind 0,66 % Amharen (29.525) und 0,46 % Oromo (20.263). 86 % der Bewohner leben in ländlichen Gebieten. 98,4 % sind Muslime.
1997 sprachen von den damals rund 3,4 Millionen Einwohnern 95,89 % Somali als Muttersprache, 2,24 % Oromo und 0,93 % Amharisch. 8,29 % der Bevölkerung sprachen eine Zweitsprache: 4,26 % beherrschten zusätzlich Oromo, 1,59 % Somali und 1,25 % Amharisch. Somali ist die Arbeitssprache der Region.
Die meisten Somali in Äthiopien gehören dem Clan der Ogadeni-Darod an. Daneben leben in der Region andere Darod-Clans und weitere Clanfamilien wie die Isaaq, Dir und Hawiya sowie „Bantu“-Minderheiten wie die Rer Bare, die Somali sprechen und mit Somali-Clans verbunden sind.
Die ONLF behauptet, dass die Region bis zu 8 Millionen Einwohner habe und dass die äthiopische Regierung die Zahl der Somali absichtlich untertreibe.

### Bildung und Gesundheit
2005 besuchen 13,8 % der Kinder in Somali (15,5 % der Jungen, 11,6 % der Mädchen) eine Primarschule, womit die Region die landesweit niedrigste Einschulungsrate hat. 7 % (9,4 % Jungen, 4,1 % Mädchen) besuchen eine Schule auf Sekundarstufe.
In einem Haushalt leben 2007 durchschnittlich 6,3 Personen, was die höchste Zahl innerhalb Äthiopiens ist. 2005 leben 21 % der Frauen in Haushalten mit mehreren Ehefrauen. 0,7 % der getesteten Personen sind HIV-positiv, zugleich ist das Wissen über die Übertragungswege und Prävention von HIV weniger verbreitet als in allen anderen Regionen. 97,3 % der Frauen sind beschnitten, von diesen 83,8 % in der schwersten Form (Infibulation). 74,3 % der befragten Frauen gaben an, die Weiterführung der Beschneidung zu befürworten. Die Männerbeschneidung ist mit 99,2 % ebenfalls verbreitet. 85,6 % der Kinder zwischen 6 Monaten und fünf Jahren und 39,8 % der Frauen haben Anämie, schwere Anämie ist verbreiteter als in allen anderen äthiopischen Regionen.

## Geschichte und Politik
Siehe auch: Ogaden: Geschichte Ogadens

### Eingliederung in Äthiopien
Äthiopien eroberte 1887 unter Menelik II. die Stadt Harar und unterwarf in den folgenden Jahrzehnten die Somali-Nomaden in den Gebieten östlich und südöstlich der Stadt. Im 20. Jahrhundert gab es Bestrebungen unter den Somali, ein Groß-Somalia aus allen Somali-Gebieten zu schaffen. Der 1960 unabhängig gewordene Staat Somalia erhob entsprechende Gebietsansprüche an Äthiopien und unterstützte Somali-Guerillas in Äthiopien. 1977/78 führten die beiden Länder den Ogadenkrieg um das Gebiet, danach kämpfte die von Somalia unterstützte Westsomalische Befreiungsfront WSLF weiterhin gegen die äthiopische Regierung. Die staatlichen Aufstandsbekämpfungsmaßnahmen hatten vor allem in den Jahren 1978–1984 schwerwiegende Auswirkungen für die Bevölkerung. Während die WSLF an Bedeutung verlor, entstand 1984 die Ogaden National Liberation Front (ONLF) als neue Rebellenorganisation.
Administrativ gehörten die Somali-Gebiete in Äthiopien für die meiste Zeit zu den Provinzen Harerge (Hararghe) und Bale, allerdings wurden die Einteilungen verschiedentlich geändert.

### Autonome Region ab 1991
1991 leitete die neu an die Macht gekommene EPRDF eine Demokratisierung und Dezentralisierung Äthiopiens ein. Im Rahmen der neuen Verwaltungsgliederung Äthiopiens, die auf einem „ethnischen Föderalismus“ basiert, wurde auch für die Somali eine eigene Region geschaffen. Diese wurde zunächst Region 5 genannt.
Unter den Somali formierten sich daraufhin diverse Parteien auf Clan-Basis. Die ersten regionalen Wahlen gewann 1992 die im Ogadeni-Darod-Clan verankerte und damals noch mit der EPRDF verbündete ONLF. Als ein Name für die Region 5 festzulegen war, trat die ONLF für die Bezeichnung „Ogaden“ ein, stieß jedoch auf Widerstand von den anderen Clans, sodass die umfassendere Bezeichnung „Somali“ gewählt wurde. Die ONLF setzte durch, dass die eher kleine und abgelegene Stadt Gode im Gebiet der Ogadeni Regionshauptstadt wurde.
Die Allianz zwischen der EPRDF-Zentralregierung und der ONLF zerbrach, als das von der ONLF dominierte Regionalparlament 1994 die Absicht zur Sezession erklärte. Bei den Wahlen 1995 wurde die ONLF von der Ethiopian Somali Democratic League (ESDL) verschiedener kleinerer Clans abgelöst, die zum neuen regionalen Partner der EPRDF wurde. Im selben Jahr wurde Gode durch das weiter nördlich gelegene und leichter erreichbare Jijiga als Hauptstadt abgelöst. Seit 1998 dominiert die Somali People’s Democratic Party (SPDP) aus Ogadeni und Nicht-Ogadeni. Mit der Gründung dieser Partei weitete die EPRDF ihre Basis an Verbündeten von den Nicht-Ogadeni-Clans auf gemäßigte Ogadeni aus. Die SPDP gilt als korrupt und eng mit der EPRDF verbunden, konnte aber bei den Wahlen 2000, 2004 und 2005 mithilfe staatlicher Ressourcen erfolgreich Wähler mobilisieren. Die Western Somali Democratic Party (Westsomalische Demokratische Partei, WSDP) ist die wichtigste Oppositionspartei.
Seit der Einführung der neuen Verwaltungsgliederung sind Grenzgebiete zwischen Somali und den Nachbarregionen Afar und Oromia umstritten. An den Grenzen zwischen Somali und Oromia identifizieren sich Gruppen wie die Gabbra, Garre, Jarso, Guura und Guji traditionell sowohl als Oromo als auch als Somali, und zwischen Somali und Oromo bestehen enge Verbindungen aufgrund einer gemeinsamen muslimisch-kuschitischen Identität und gemeinsamer Abneigung gegen eine Vorherrschaft der Hochland-Äthiopier. Die auf ethnischer Zugehörigkeit basierende Regioneneinteilung hat hier zu einer stärkeren Polarisierung zwischen Somali und Oromo beigetragen. Referenden in den Grenzgebieten von Oromia und Somali im Jahr 2004 konnten den Grenzkonflikt nicht lösen. Die von beiden Regionen beanspruchte Stadt Dire Dawa wurde unabhängige Stadt, Harar wurde zu einer eigenen Region mit den Aderi als Titularnation.

## Politische Lage
Das Verhältnis der Somali-Region zum äthiopischen Zentralstaat bleibt schwierig. Die Region ist schwach entwickelt, politisch instabil und mäßig in den Gesamtstaat integriert. Sowohl Clan-Konflikte – insbesondere zwischen den Ogadeni und den anderen Clans – als auch die Politik der Zentralregierung tragen zu den Problemen der Region bei. Vor allem Ogadeni streben nach größerer Autonomie der Region, ihrer Unabhängigkeit von Äthiopien oder dem Anschluss an ein Groß-Somalia. Die 1984 gegründete ONLF kämpft seit 1994 auch wieder gewaltsam für diese Ziele und erhält Unterstützung von Eritrea, das mit Äthiopien verfeindet ist. Die meisten Interessengruppen in der Region sind auf eine schmale Basis, meist einen Clan, begrenzt. Parteipolitisch hat sich de facto ein Einparteiensystem unter der SPDP herausgebildet. Bei den Wahlen 2010 erhielt diese sämtliche Sitze im Regionalparlament wie auch alle 23 Sitze der Somali-Region im nationalen Parlament.
Seit 2007 wendet sich die ONLF auch gegen chinesische Unternehmen, die in der Region nach Erdöl und -gas suchen. Im April 2007 verübte sie einen größeren Angriff auf ein Ölfeld bei Jijiga, bei dem 65 Äthiopier und neun Chinesen getötet wurden. Seither kommt es vermehrt zu Auseinandersetzungen zwischen der ONLF und der Armee. Zehntausende flohen vor den Kämpfen.
Organisationen wie Human Rights Watch, das IKRK und Ärzte ohne Grenzen haben die äthiopische Regierung dafür kritisiert, dass sie bei ihrem Vorgehen gegen die ONLF unverhältnismäßige Maßnahmen gegen die Zivilbevölkerung ergreife und zeitweise Handel und humanitäre Hilfe für die Region „blockiert“ habe. Im Juni 2008 veröffentlichte Human Rights Watch einen Bericht, dem zufolge die äthiopische Armee Zivilisten getötet, misshandelt und vergewaltigt und Dörfer zerstört habe. Die gesamte Bevölkerung in Rebellengebieten werde einer „Kollektivbestrafung“ unterzogen. Die AAAS veröffentlichte hierzu Satellitenbilder, die die Zerstörung von Dörfern belegen sollen.
Die äthiopische Regierung wies diese Vorwürfe als Propaganda der ONLF zurück. Nach einem Bericht des katarischen Fernsehsenders al-Dschasira über die Somali-Region brach sie 2008 die diplomatischen Beziehungen zu Katar ab.

## Wirtschaft

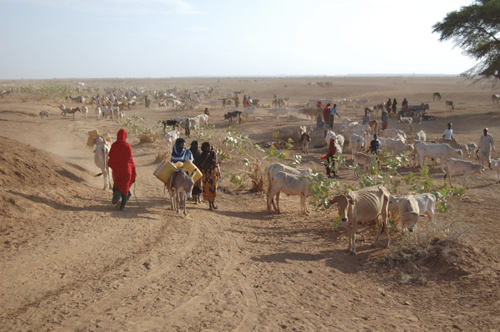
Menschen und Vieh in Danan

Wichtigste Lebensgrundlage der Bevölkerung ist die Landwirtschaft. Schätzungsweise 60 % der Landbevölkerung sind nomadische Viehzüchter, 25 % verbinden als Agropastoralisten Viehzucht und Ackerbau. 15 % sind sesshafte Bauern, die vor allem an den Flüssen Shabelle, Dawa und Ganale sowie in der Jijiga-Zone leben. Nach Schätzung der Zentralen Statistikagentur von 2005 wurden in Somali 459.720 Rinder, 463.000 Schafe, 650.970 Ziegen, 91.550 Esel, 165.260 Kamele (36,2 % des nationalen Kamelbestandes) und 154.670 Stück Geflügel gehalten. Wichtigste Anbauprodukte sind Sorghum und Mais.
Vieh ist ein bedeutendes Handelsgut und wird vorwiegend über Somalia (inklusive Somaliland) in die Staaten der Arabischen Halbinsel exportiert; allerdings hat der Viehhandel unter Importbeschränkungen der arabischen Staaten wegen Befürchtungen von Rifttal-Fieber gelitten. Reis, Weizenmehl, Teigwaren, Kleidung und diverse Haushaltsgüter werden über Somalia aus dem Ausland importiert. Handelsbeziehungen zum übrigen Äthiopien bestehen kaum, was sowohl historisch als auch in den weiterhin beschränkten Verkehrsverbindungen begründet ist.
Wiederkehrende Dürren, Überschwemmungen an den Flüssen und die politischen Konflikte führen zu Ernährungs-Unsicherheit. Teile der Bevölkerung sind auf Nahrungsmittelhilfe angewiesen. Diese hat jedoch auch negative Folgen für die regionale Wirtschaft, indem sie die Produktion der einheimischen Ackerbauern konkurrenziert.
In dem Gebiet gibt es mehrere Erdgasvorkommen. Die Erdgasfelder von Calub und Hilala erstrecken sich über 350.000 Quadratkilometer. Es wird vermutet, dass sich dort Reserven in Höhe von vier Milliarden Kubikfuß Gas befinden. In der Region sind internationale Unternehmen tätig, wie beispielsweise die malaysische Petronas, Lundin Petroleum, Africa Oil Corporation und chinesische Unternehmen. Angeblich wurden Nomaden aus ihren Weidegebieten verdrängt, um die Erdgassuche zu erleichtern.